# Фаньон
Фаньо́н (фр. Fagnon) — коммуна во Франции, находится в регионе Шампань — Арденны. Департамент коммуны — Арденны. Входит в состав кантона Западно-центральный Мезьер. Округ коммуны — Шарлевиль-Мезьер.
Код INSEE коммуны — 08162.
Коммуна расположена приблизительно в 195 км к северо-востоку от Парижа, в 90 км севернее Шалон-ан-Шампани, в 7 км к юго-западу от Шарлевиль-Мезьера.

## Население
Население коммуны на 2008 год составляло 359 человек.
| 1962 | 1968 | 1975 | 1982 | 1990 | 1999 | 2008 |
| ---- | ---- | ---- | ---- | ---- | ---- | ---- |
| 188  | 189  | 212  | 282  | 334  | 345  | 359  |

## Экономика
В 2007 году среди 244 человек в трудоспособном возрасте (15—64 лет) 174 были экономически активными, 70 — неактивными (показатель активности — 71,3 %, в 1999 году было 71,1 %). Из 174 активных работали 167 человек (82 мужчины и 85 женщин), безработных было 7 (5 мужчин и 2 женщины). Среди 70 неактивных 22 человека были учениками или студентами, 26 — пенсионерами, 22 были неактивными по другим причинам.

## Достопримечательности
- Монастырь Нотр-Дам-де-Сет-Фонтен[фр.] (1698 год). Исторический памятник с 1980 года.[3]

## Фотогалерея

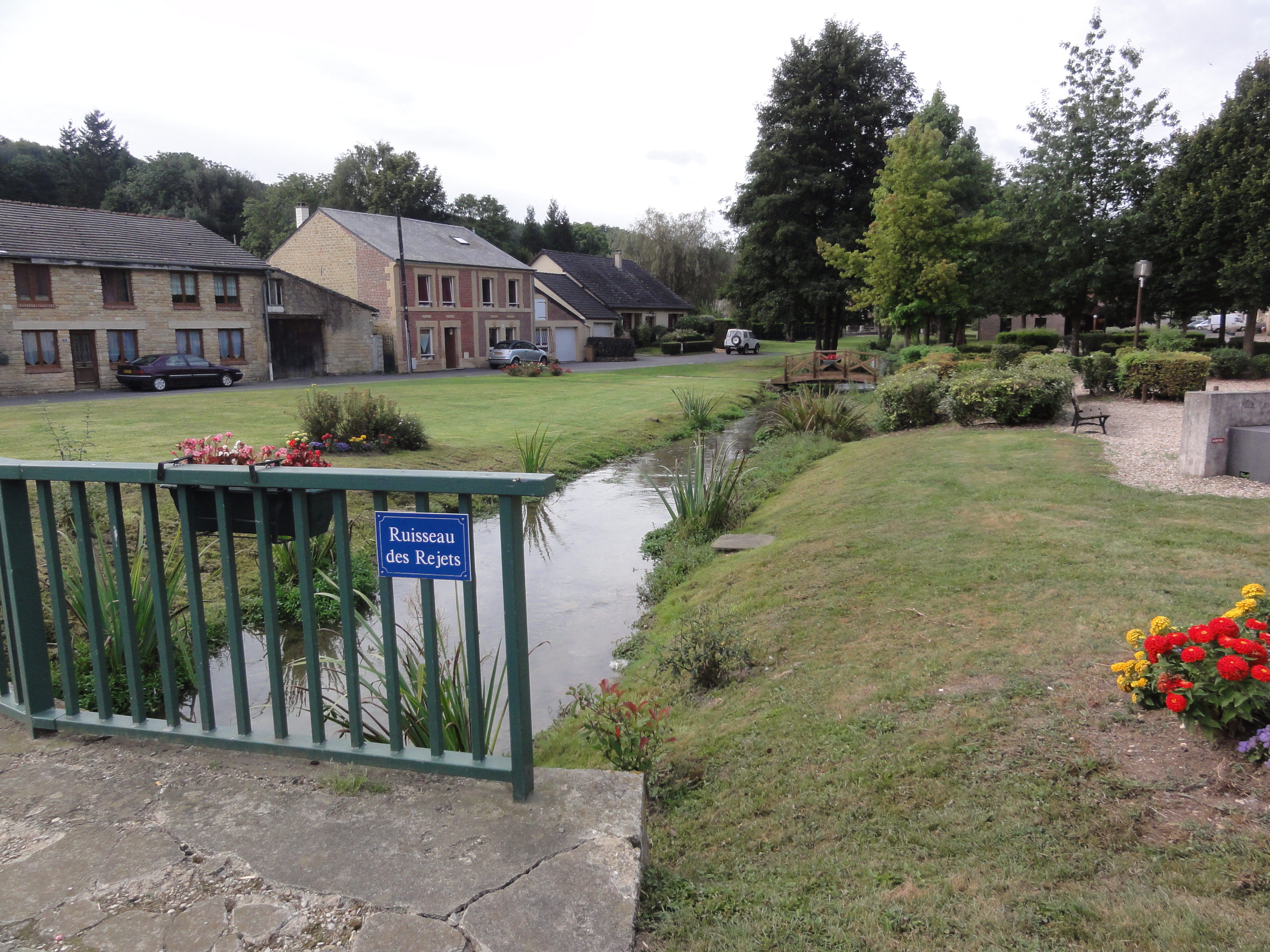
Фаньон
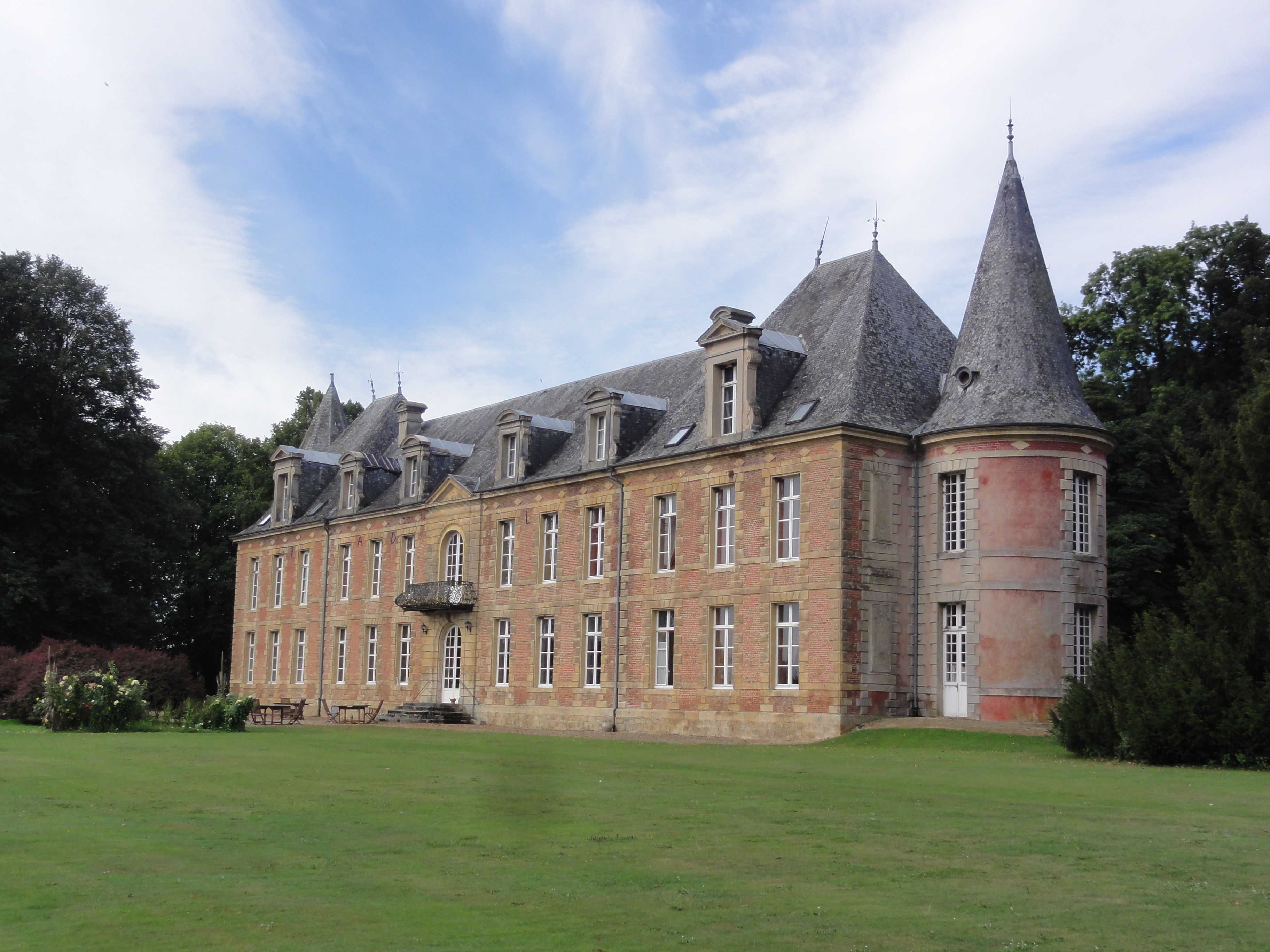
Монастырь Сет-Фонтен
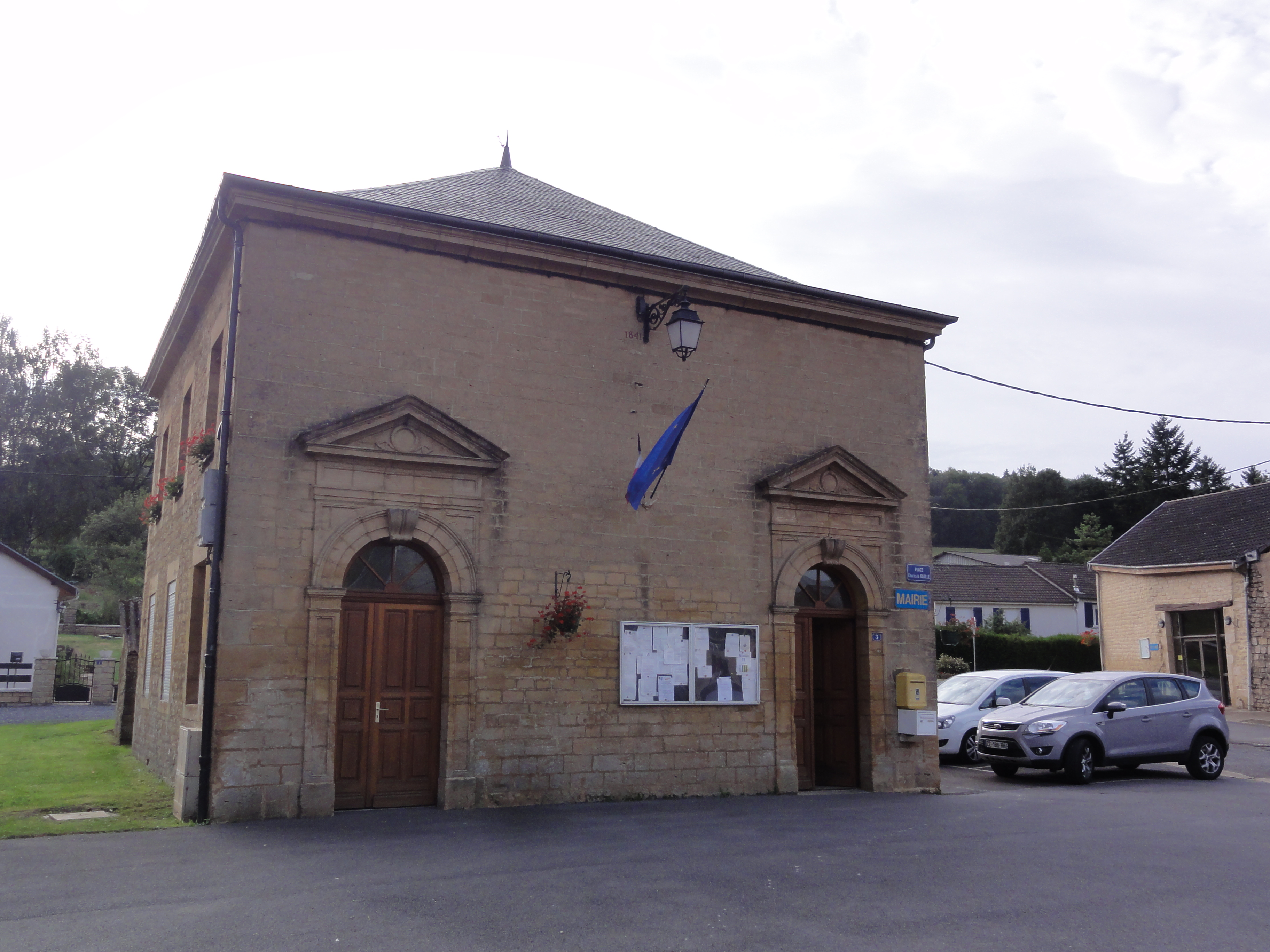
Мэрия
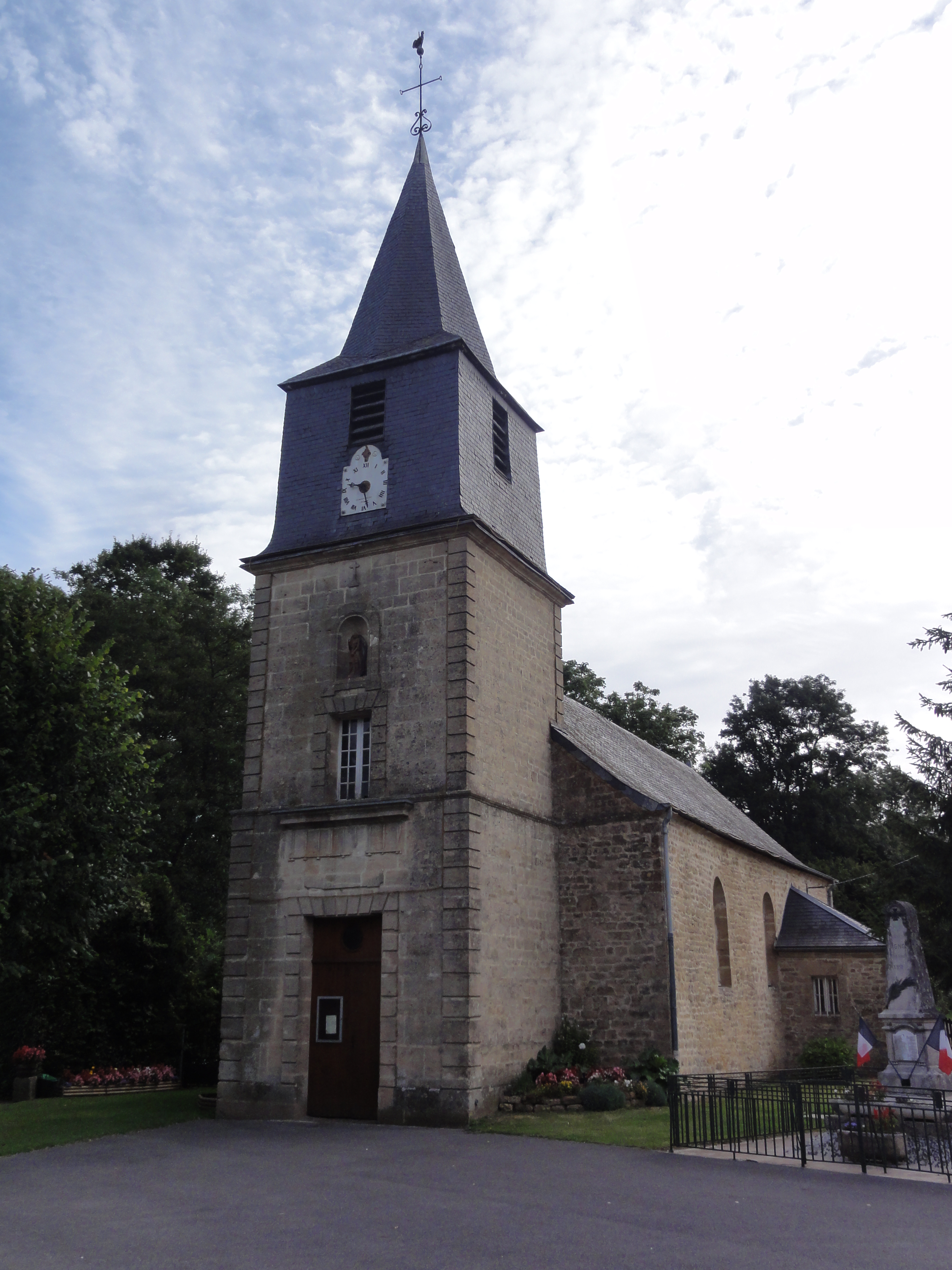
Церковь